# Gogo (peuple)
Pour les articles homonymes, voir Gogo.

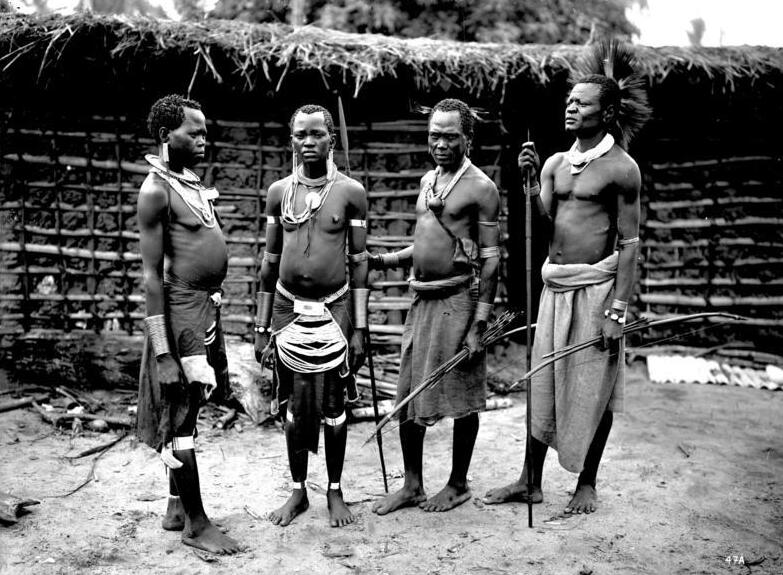
Wagogo (phot. Archives fédérales allemandes, entre 1906 et 1918)

Les Gogo sont un peuple bantou d'Afrique australe établi en Tanzanie. 

## Ethnonymie
Selon les sources, on rencontre les variantes suivantes : Chigogo, Cigogo, Gogos, Ouagogo, Ugogo, Wagogo.

## Langue
Ils parlent le gogo (cigogo dans la langue-même), une langue bantoue dont le nombre de locuteurs était estimé à 1 440 000 en 2006.

### Discographie
- (fr) Tanzanie : chants des Wagogo et des Kuria, Maison des Cultures du Monde, Auvidis, 1992
- (fr) Tanzanie : musiques rituelles Gogo (collec. Polo Vallejo), Archives internationales de musique populaire, Musée d'ethnographie, Genève ; VDE-Gallo, Lausanne, Universal, 2001